# 圖爾夸亞鄉
45°07′N 28°11′E / 45.117°N 28.183°E
圖爾夸亞鄉（羅馬尼亞語：Comuna Turcoaia, Tulcea），是羅馬尼亞的鄉份，位於該國東南部，由圖爾恰縣負責管轄，面積57平方公里，海拔高度37米，2002年人口3,574，人口密度每平方公里63人。